# Chapter V: Unbent, Unbowed, Unbroken
Chapter V: Unbent, Unbowed, Unbroken je páté studiové album švédské heavy metalové kapely HammerFall. Album vyšlo 4. března 2005 prostřednictvím vydavatelství Nuclear Blast. Nahrávání probíhalo v Lundgård Studios v Dánsku. Producentem je Charlie Bauerfeind. Obal alba vytvořil Samwise Didier.
Singl „Blood Bound“ vyšel 28. ledna 2005.

## Seznam skladeb
1. „Secrets“ (Dronjak, Cans) – 6:06
2. „Blood Bound“ (Dronjak, Cans) – 3:49
3. „Fury of the Wild“ (Dronjak, Cans) – 4:44
4. „Hammer of Justice“ (Dronjak, Cans) – 4:37
5. „Never, Ever“ (Dronjak) – 4:05
6. „Born to Rule“ (Dronjak, Cans, Elmgren) – 4:08
7. „The Templar Flame“ (Dronjak, Cans) – 3:40
8. „Imperial“ (Dronjak) – 2:29
9. „Take the Black“ (Dronjak, Cans) – 4:46
10. „Knights of the 21st Century“ (Dronjak, Cans) – 12:20

## Sestava
- Joacim Cans – zpěv
- Oscar Dronjak – kytara
- Stefan Elmgren – kytara
- Magnus Rosén – baskytara
- Anders Johansson – bicí

### Hosté
- Cronos (Venom) – skladba „Knights of the 21st Century“
- Patrick Benzer – klávesy
- Martin Meyer – skladba „Secrets“
- Rolf Köhler, Olaf Zenkbiel, Mats Rendlert, Joacim Lundberg, Markus Sköld, Johan Aremyr – vokály